# Roy Wood (fotbollsspelare)
Royden L "Roy" Wood, född 16 oktober 1930 i Wallasey, Merseyside, England, död i februari 2023, var en engelsk professionell fotbollsspelare. 
Wood startade sin fotbollskarriär i Leeds United där han var en framgångsrik målvakt under hela sin fotbollskarriär mellan 1952 och 1960. Han spelade totalt 203 matcher varav 196 ligamatcher och 7 FA-cupmatcher.